# Krasnousol'skij
Krasnousol'skij (in russo Красноусольский?; in baschiro Красноусол) è un villaggio della Russia europea orientale, situato nella Repubblica autonoma della Baschiria; appartiene al rajon Gafurijskij, del quale è il centro amministrativo.
Situato sul fiume Usolka (affluente della Belaja), 104 km a sud-est di Ufa e 40 km a nord-est di Sterlitamak.